# Ane Riel
Ane Riel (Aarhus, 25 settembre 1971) è una scrittrice danese.

## Biografia
Nata Ane Brahms Lauritsen nel 1971 ad Aarhus, dopo il diploma ottenuto nel 1990 al Marselisborg Gymnasium, ha studiato arte all'Università di Aarhus senza completare gli studi.
Trasferitasi venticinquenne a Copenaghen, ha lavorato per nove anni allo Storm P. Museum e parallelamente ha pubblicato alcuni libri per l'infanzia con i disegni della madre, l'illustratrice Mette Brahms Lauritsen.
Con il suo primo romanzo, Slagteren i Liseleje, ha vinto il Best Danish Suspense Debut Novel nel 2013, mentre il thriller Resina è stato insignito del Glasnyckeln nel 2016 e del Martin Beck Award l'anno successivo.

## Vita privata
È sposata dal 2002 con il batterista jazz e rock Alex Riel.

## Opere principali

### Romanzi gialli
- Slagteren i Liseleje (2013)
- Resina (Harpiks, 2015), Milano, Guanda, 2019 ISBN 978-88-235-1779-0.

### Letteratura per ragazzi
- Da mor og far blev skilt (2000)
- Ferie med gys (2000)
- Sylfeden - et balleteventyr (2001)
- Da Mikkel fik en ny familie (2002)
- Vild med Julie (2003)
- Sig ja, Julie! (2005)

## Alcuni riconoscimenti
- Glasnyckeln: 2016 per Resina
- Martin Beck Award: 2017 per Resina